# Energia das correntes marítimas

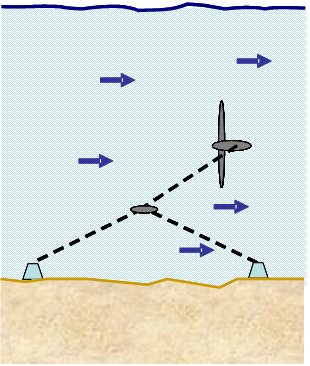
Ilustração de um gerador de energia baseado nas correntes marítimas

Energia das correntes maritimas é uma forma de energia marinha obtida através do aproveitamento da energia cinética das correntes marítimas, como a corrente do Golfo. Embora não seja amplamente usada atualmente, a energia das correntes marítimas possui um importante potencial para a futura geração de eletricidade. As correntes marítimas são mais previsíveis que o vento.
Um relatório de 2006 do Departamento do Interior dos Estados Unidos da América estimava que capturando apenas 0,001% da energia disponível na corrente do Golfo, que possui 21 mil vezes mais energia que as Cataratas do Niágara em um fluxo de água que equivale a 50 vezes o fluxo total de todos os rios de água doce do mundo, seria possível suprir 35% das necessidades energéticas da Flórida.
As correntes marítimas são causadas principalmente pela alta e baixa das marés resultantes das interações gravitacionais entre a Terra, a lua e o sol, fazendo com que todo o mar flua. Outros efeitos como as diferenças regionais de temperatura e salinidade e o efeito Coriolis devido à rotação da Terra também são influências importantes. A energia cinética das correntes marítimas pode ser convertida basicamente da mesma maneira que uma turbina eólica extrai energia do vento, usando vários tipos de rotores de fluxo aberto. O potencial de geração de energia elétrica através das correntes marítimas é enorme. Existem vários fatores que fazem dela muito atraente quando comparada a outras fontes de energia renováveis:
- Fatores resultantes das propriedades dos fluidos. A previsibilidade do recursos, de modo que, ao contrário da maioria das outras energias renováveis, sua disponibilidade futura pode ser conhecida e planejada.[3]
- Recursos potencialmente vastos que podem ser explorados com pouco impacto ambiental, oferecendo assim um dos métodos de geração de eletricidade em larga escala menos prejudiciais ao meio ambiente.[4]
- A possibilidade de que instalações de energia das correntes marítimas forneçam também eletricidade doméstica, especialmente se duas ou mais matrizes separadas, com a capacidade de deslocamento durante os períodos de pico do fluxo, estiverem interligadas.

## Experiências pŕevias
O possível uso das correntes marítimas como fontes de energia começou a chamar a atenção em meados da década de 1970 após a primeira crise do petróleo. Em 1974 vários modelos conceituais foram apresentados na Oficina MacArthur sobre Energia, e em 1976 a British General Electric Co. empreendeu um estudo parcialmente financiado pelo governo, que concluiu que a energia das correntes marítimas merecia uma pesquisa mais detalhada. Logo depois, o grupo ITD no Reino Unido implementou um programa de pesquisa envolvendo um ano de testes sobre o desempenho de um rotor de 3 metros instalado em Juba, no Nilo.
Os anos 1980 assistiram a um pequeno número de projetos para avaliação dos sistemas de energia das correntes marítimas. Os principais países onde se desenvolveram os estudos foram o Reino Unido, Canadá e Japão. Entre 1992–1993 o Tidal Stream Energy Review identiﬁcou lugares específicos nas águas do Reino Unido com velocidade de corrente adequada para gerar até 58 TWh por ano. Isso confirmou a ideia de que a capacidade total de energia que pode ser gerada através das correntes marítimas possa ser teoricamente capaz de atender a 19% da demanda de eletricidade do Reino Unido.
Entre 1994–1995 o projeto EU-JOULE CENEX envolveu a compilação de um banco de dados sobre os recursos de localidades europeias. Envolvendo mais de 100 lugares nos quais a extensão do fundo do mar variava de 2 a 200 km², constatou-se que muitas possuíam capacidade de geração de energia superior a 10 MW/km².
Tanto o governo do Reino Unido quanto o dos EUA assinaram acordos internacionais destinados a combater o aquecimento global. Para cumprir esses acordos, um aumento na geração em larga escalar de eletricidade a partir de fontes renováveis será necessário. As correntes marítimas possuem potencial para suprir uma parte substancial das necessidades energéticas futuras dos EUA. O estudo de 106 possíveis localidades para instalação de turbinas mostrou um potencial de geração de energia da ordem de 60 TWh/ano. Se esse recurso for utilizado com sucesso, a tecnologia necessária poderia servir de base para uma grande nova indústria para a produção de energia limpa para o século XXI.

## Tecnologias alternativas na aplicação da energia das correntes marítimas
Há muitos tipos de dispositivos de fluxo aberto que podem ser usados na aplicação da energia das correntes marítimas; muitos dos quais são descendentes modernos do antigo conceito da roda d'água. Contudo, quanto mais tecnicamente sofisticados os modelos, derivados dos rotores movidos a vento, mais provável que seja alcançada uma relação satisfatória entre custo, eficácia e confiabilidade para que ocorra, na prática, o uso massivo da energia das correntes marítimas no cenário futuro. Embora não haja uma terminologia de aceitação geral para essas turbinas hidráulicas de fluxo aberto, algumas fontes se referem a elas como turbinas de água corrente. Existem dois tipos principais de turbinas de água corrente que podem ser considerados: hélices com fluxo axial de eixo horizontal (com ângulo de rotação variável ou fixo), e rotores com fluxo cruzado de eixo vertical. Ambos tipos de rotores podem ser combinados com qualquer um dos três principais métodos para sustentação de turbinas de água corrente: sistemas flutuantes ancorados, sistemas armados no fundo do mar, e sistemas intermediários. Estacas enterradas no fundo do mar constituem a primeira geração de sistemas de energia das correntes marítimas. Eles possuem a vantagem de usarem o know-how existente (e confiável) da engenharia, mas estão limitados a águas relativamente rasas (cerca de 20 a 40 m de profundidade).